# KZ Okpala
Chikezie "KZ" Okpala (28 de abril de 1999) é um americano jogador de basquete profissional do Miami Heat da National Basketball Association (NBA).
Ele jogou basquete universitário na Universidade de Stanford e foi selecionado pelo Phoenix Suns como a 32 escolha geral no Draft da NBA de 2019.

## Primeiros anos
Okpala é filho de pais nigerianos, Martin e Mary Okpala, que se estabeleceram no Condado de Orange, Califórnia, antes de seu nascimento.
Ele começou a jogar basquete aos 4 anos, mas não entrou para uma liga juvenil porque os considerava indisciplinados. Okpala cresceu jogando contra adultos em academias de ginástica e parques. Quando ele estava na quarta série, sua família se mudou para Yorba Linda, Califórnia, e ele entrou em um time local. Okpala também jogou futebol e beisebol na infância antes de se concentrar no basquete aos 11 anos.

## Carreira no ensino médio
Okpala estudou na Esperanza High School em Anaheim, Califórnia. Ele cresceu de 1,78 m para 2,03 m durante seus quatro anos jogando basquete no ensino médio.
Em sua terceira temporada, Okpala teve médias de 23 pontos e 8 rebotes para levar Esperanza ao título da conferência e ganhar o Prêmio de Jogador do Ano da Liga Crestview.
Em sua última temporada, ele teve médias de 30 pontos, 11 rebotes e 2 bloqueios. Em 25 de novembro de 2016, Okpala marcou 41 pontos em uma vitória por 76-59 sobre o Spartanburg Day School no Tournament of Champions. Ele marcou 46 pontos, um recorde escolar, contra a Crossroads School. Em 26 de março de 2017, Okpala liderou o Esperanza em seu primeiro título da Divisão II da California Interscholastic Federation (CIF), marcando 22 pontos contra a Moreau Catholic High School. Ele foi nomeado Jogador do Ano da Crestview League e jogou no Ballislife All-American Game.
Okpala era um recruta consensual de quatro estrelas e um dos melhores jogadores do ensino médio na Califórnia. Ele recebeu uma oferta da Universidade de Stanford em julho de 2016, se comprometendo com a universidade.

## Carreira universitária
Okpala perdeu seus primeiros 11 jogos em Stanford por causa da inelegibilidade acadêmica. Em 21 de dezembro de 2017, depois de ser liberado para jogar, ele marcou 6 pontos em 28 minutos contra Kansas. Em 3 de março de 2018, Okpala registrou seu primeiro double-double registrando 18 pontos e 10 rebotes na vitória por 84-83 sobre Arizona State. Em 8 de março, ele marcou 23 pontos, o melhor da temporada, em uma derrota por 88-77 para UCLA. Como calouro, Okpala teve médias de 10 pontos, 3,7 rebotes e 1,8 assistências.
Em 6 de novembro de 2018, ele fez sua estreia em seu segundo ano registrando 29 pontos, 10 rebotes e 5 assistências na vitória por 96-74 sobre Seattle. Seis dias depois, Okpala ganhou o Prêmio de Jogador da Semana da Conferência Pac-12. Em 9 de janeiro de 2019, ele teve outro desempenho forte, registrando 29 pontos, 6 rebotes e 4 assistências contra Arizona.
Na conclusão de sua segunda temporada, Okpala anunciou sua intenção de renunciar às duas últimas temporadas de elegibilidade universitária e se declarar para o Draft da NBA de 2019.

## Carreira profissional

### Miami Heat (2019-Presente)
Okpala foi selecionado pelo Phoenix Suns como a 32ª escolha geral no Draft da NBA de 2019, mas logo depois foi negociado para o Miami Heat. Em 7 de julho de 2019, Miami Heat anunciou que havia assinado um contrato de 3 anos e 4 milhões com Okpala.
Ele jogou em dois dos primeiros quatro jogos do Heat, mas perdeu 19 jogos devido a uma distensão no tendão de aquiles. Em dezembro de 2019, Okpala foi designado para o afiliado do Heat na G League, o Sioux Falls Skyforce. Ele teve médias de 11,7 pontos, 7 rebotes, 2 assistências, 1,4 roubos de bola e 1,1 bloqueios em 20 partidas com o Skyforce.